# Alice Seeley Harris
Alice Seeley Harris, född 24 maj 1870 i Frome i Somerset, död 24 november 1970, var en brittisk missionär (baptist), reformvän och politisk aktivist verksam i Kongostaten i Afrika. Hon var gift med sir John Hobbis Harris, missionär och liberal politiker. Tillsammans med sin man verkade hon mot slaveri.

## Familj
Allice Seeley föddes 1870 i Frome i Somerset. Hon gifte sig med John Harris den 6 maj 1898. De fick två söner och två döttrar.

## Kongostaten

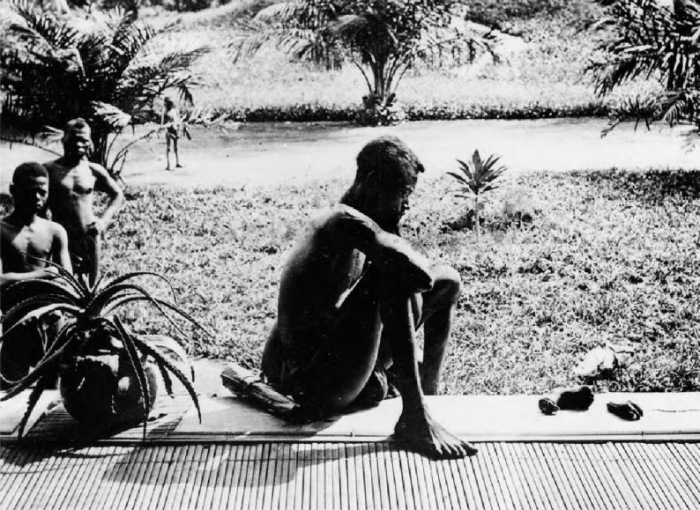
På bilden: Nsala, pappa till en fem år gammal dotter vars händer och fötter blivit avhuggna. Bilden är tagen av Alice Seeley Harris.

1898 avreste hon med sin man till Kongostaten i Afrika för att missionera. Väl framme upptäckte de den brutala behandlingen, mord och förslavningen av ursprungsbefolkningen. Ansvariga för exploateringen var belgiska agenter som sökte utvinna gummi och elfenben.
Hon avslöjade bland annat belgiske kung Leopold II:s brutala styre av Kongo, som på 15 år hade kostat 10 miljoner kongolesers liv. Avslöjandet kom i maj 1904 genom det fotografi hon tog på en kongolesisk man, Nsala, som på bilden tittar på sin dotters stympade händer och fötter. Med bilder i hundratalet och berättelser av befolkningen om mord och misshandel, kom det att påverka världsopinionen och sätta press på Leopolds gummiutvinning i Kongo. Bilderna publiceras i tidningar över hela världen och chockerade många läsare, däribland Mark Twain som senare anslöt sig till Kongos reformförbund (Congo Reform Association, CRA) för att arbeta emot övergreppen. Han författade bland annat pamfletten King Leopold's Soliloquy. Kampanjen mot grymheterna i landet tvingade kung Leopold att lämna landet och gummihandeln.
Harris dog 1970, vid 100 års ålder.